# BAE Systems Tempest
 (juillet 2018).
Si vous disposez d'ouvrages ou d'articles de référence ou si vous connaissez des sites web de qualité traitant du thème abordé ici, merci de compléter l'article en donnant les références utiles à sa vérifiabilité et en les liant à la section « Notes et références ».
Ne doit pas être confondu avec Hawker Tempest.
Le Tempest est un projet d'avion de combat furtif de sixième génération proposé pour être conçu et fabriqué au Royaume-Uni pour la Royal Air Force (RAF), l'Aeronautica Militare italienne (AMI) et à l'origine la Svenska flygvapnet, l'armée de l'air suédoise.

## Historique
Il est à l'origine prévu pour être construit par un consortium connu sous le nom de « Team Tempest », ce dernier étant composé du ministère britannique de la Défense, de BAE Systems, de Rolls-Royce, de Leonardo et de MBDA.
Le 22 juillet 2020, des entreprises des trois pays impliqués dans le projet (Royaume-Uni, Italie, Suède) ont officiellement lancé une collaboration internationale pour le développement du Tempest. Les entreprises impliquées dans la coopération industrielle comprennent: BAE Systems, Rolls-Royce, Leonardo, Avio Aero, MBDA, Saab, GKN Aerospace Sweden.
Il remplacerait l'Eurofighter Typhoon en service dans la RAF. Avec un premier budget annoncé en 2019 de 2,3 milliards d’euros d’ici 2025, à destination de la recherche, l'objectif est de mettre au point un avion pour 2035. Celui-ci serait « connecté », notamment à des drones et robots, « flexible », « upgradable » et « économe ». 
Le 9 décembre 2022, il est annoncé qu'il fusionnera avec le programme F-X japonais dans un « Global Combat Air Programme » (GCAP).
En novembre 2023, la Suède se retire du projet Tempest et engage une réflexion pour rejoindre le projet concurrent d'un avion de combat de nouvelle génération dans le cadre du SCAF, projet mené par des entreprises françaises, allemandes et espagnoles.